# Подводные лодки типа «Лафайет»
Подводные лодки проекта «Лафайет» (англ. Lafayette)— серия из 9 атомных подводных лодок с баллистическими ракетами (ПЛАРБ) ВМС США. Развитие проекта ПЛАРБ «Этэн Аллен».
Подводные лодки проекта «Лафайет» принадлежали к первому поколению ПЛАРБ ВМС США.
ПЛАРБ данного проекта создавались с учётом накопленного опыта эксплуатации атомных подводных лодок с баллистическими ракетами предыдущих проектов.

## Конструкция
Повышенное внимание при конструировании ПЛ «Лафайет» уделялось снижению собственных шумов лодки, увеличению длительности боевого патрулирования, и реализации способности активно противодействовать противолодочным силам вероятного противника.
Особенностью конструкции подводных лодок проекта «Лафайет» было то, что второй, третий, четвёртый и шестой отсеки имели однокорпусную конструкцию, а лёгкий корпус имелся в районе первого и пятого отсеков и в оконечностях ПЛ. В кормовой оконечности ПЛАРБ были расположены вертикальный и горизонтальный рули, семилопастной гребной винт диаметром около 5 м. ПЛАРБ проекта «Лафайет» имели развитую надстройку. В качестве конструционного материала для строительства ПЛАРБ проекта применялась сталь марки HY-80.

## Вооружение
Главным вооружением подводных лодок проекта были 16 баллистических ракет средней дальности Polaris A-2, заменённые в 1970-е годы ракетами Poseidon C-3.
На первых пяти ПЛАРБ ракеты выстреливались с помощью ВАД, как на ПЛАРБ «Вашингтон». На последующих лодках — парогазовым способом.

## Строительство
Постройка ПЛ серии велась на трёх верфях в 1962-1964 годах.

## Представители
| Название                          | Перевод имени       | Иллюстрация | Верфь           | Дата закладки    | Дата спуска      | Дата ввода в строй | Дата вывода из состава флота |
| --------------------------------- | ------------------- | ----------- | --------------- | ---------------- | ---------------- | ------------------ | ---------------------------- |
| USS Lafayette (SSBN-616)          | Лафайет             |             | Electric Boat   | 17 января 1961   | 8 мая 1962       | 23 апреля 1963     | 12 августа 1991              |
| USS Alexander Hamilton (SSBN-617) | Александр Гамильтон |             | Electric Boat   | 26 июня 1961     | 18 августа 1962  | 27 июня 1963       | 23 февраля 1993              |
| USS Andrew Jackson (SSBN-619)     | Эндрю Джексон       |             | Mare Island NSY | 26 апреля 1961   | 15 сентября 1962 | 3 июля 1963        | 31 августа 1989              |
| USS John Adams (SSBN-620)         | Джон Адамс          |             | Portsmouth NSY  | 19 мая 1961      | 12 января 1963   | 12 мая 1964        | 24 марта 1989                |
| USS James Monroe (SSBN-622)       | Джеймс Монро        |             | Newport News    | 31 июля 1961     | 4 августа 1962   | 7 декабря 1963     | 25 сентября 1990             |
| USS Nathan Hale (SSBN-623)        | Натан Хейл          |             | Electric Boat   | 2 ноября 1962    | 12 января 1963   | 23 ноября 1963     | 31 января 1987               |
| USS Woodrow Wilson (SSBN-624)     | Вудро Вильсон       |             | Mare Island NSY | 13 сентября 1961 | 22 февраля 1963  | 27 декабря 1963    | 1 сентября 1994              |
| USS Henry Clay (SSBN-625)         | Генри Клей          |             | Newport News    | 23 октября 1961  | 30 ноября 1962   | 20 февраля 1964    | 5 ноября 1990                |
| USS Daniel Webster (SSBN-626)     | Даниэль Вебстер     |             | Electric Boat   | 28 декабря 1961  | 27 апреля 1963   | 9 апреля 1964      | 30 августа 1990              |